# 張抑之
张抑之（？—？），字元白，直隶大名府開州人。

## 生平
天啓四年（1624年）甲子科顺天乡试举人，天啓五年（1625年）联捷乙丑科進士，授户部主事，历升郎中，出守大同府，廉介自持，多善政，即迁大同兵备副使，告归。
清顺治元年三月，流贼兵入開州城，置伪官，时乡宦张抑之、王懩、董钵、刘庆长皆被勒索饷银。后以荐起山东東昌兵备副使，加意与民休息，淡素醇谨，一如寒士，谢病归，行李萧然。